# Николов, Маргарит
Маргарит Николов (болг. Маргарит Николов; род. 31 июля 1945 , Стара-Загора, Болгария) — болгарский кинорежиссёр. Член БКП с 1966 года.

## Биография
В 1969 году окончил ВГИК (мастерская Михаила Ромма).

## Избранная фильмография

### Режиссёр
- 1970 — Стихи / Стихове
- 1972 — Короткая исповедь / Кратка изповед (к/м)
- 1974 — Дневной свет / Дневна светлина
- 1979 — По следам пропавших без вести / По дирята на безследно изчезналите (телесериал)

## Награды
- 1979 — Заслуженный артист НРБ
- 1978 — Димитровская премия («По следам пропавших без вести»)
- 2006 — Золотая медаль имени С. Ф. Бондарчука «За выдающийся вклад в кинематограф» (МКФ «Золотой Витязь»)